# Едуард Ліннеманн
Едуард Ліннеманн (нім. Eduard Linnemann, * 2 лютого 1841 у Франкфурт-на-Майні; † 4 квітня 1886 Прага) — німецький хімік.

## Життєпис
Ліннеманн, син купця, брав уроки хімії в приватній лабораторії Юліуса Льове і вивчав хімію протягом двох років у Роберта Бунзена у Гайдельберзькому університеті і в політехніці у Карлсруе. З 1861 року був приватним асистентом Августа Кекуле в Гентському університеті, а з 1863 року — Леопольда фон Пебаля у Львівському університеті. У 1864/65 він очолював там лабораторію та здобув ступінь доктора у Лейпцигу у 1865 році. У 1865 році він став надзвичайним професором і у 1868 році, як наступник Пебаля, став ординарним професором загальної та фармацевтичної хімії у Львівському університеті та (після того, як йому довелося залишити Львівський університет, коли його було перетворено на польський університет) у 1872 році став професором хімії у Німецькому технічному університеті у Брно (його наступником там був Йозеф Габерман (1841—1914)). У 1875 році він став професором Карлового університету в Празі (як наступник Адольфа Лібена), яким залишався до своєї смерті. Коли у 1882 р. університет був розділений на німецький і чеський, у 1882/83 р. він був деканом філософського факультету Німецького університету в Празі. Ліннеманн побудував новий будинок інституту і перейшов від органічної хімії до неорганічної. Помер після тривалої важкої хвороби.

## Праці
Під час свого перебування у Львові Ліннеманн багато опублікував у Liebigs Annalen статей з органічної хімії. Зокрема, він представив серію аліфатичних спиртів і показав, що в результаті реакції пропіламіну з азотною кислотою утворювався Ізопропіловий спирт, а не як той час припускали, що утворювався пропіловий спирт. Він опублікував серію з двадцяти частин про жирні спирти та вивчав відновлення карбонових кислот (переважно у формі кислотних ангідридів) до спиртів, показавши, що альдегіди утворюються як проміжні продукти. У хімії цукру він відновив фруктозу за допомогою амальгами натрію до манітолу. У подібних експериментах він вперше добув Дифенілкетон і Бензпінакол.
Пізніше він займався аналізом мінералів, особливо циркону. Незадовго до смерті у 1886 році він думав, що знайшов спектроскопічно новий елемент в мінералі Ортит з норвезького Арендаля, який він назвав Австрій. Його колега-фізик Фердинанд Ліппіх представив це відкриття Австрійської академії наук, але згодом виявилося, що цим елементом був галій.
Створений ним у 1871 році апарат для фракційної дистиляції, був популярним у той час і був названий на його честь.  Він виявив зв'язок між структурою та температурою кипіння органічних сполук і розробив покращену цирконієву лампу (використовуючи кисневий газовий нагнітач, який нагріває цирконовий лист, оправлений платиною). і насос.

## Відзнаки, членство, приватне життя
У 1868 році він отримав Премію Лібена (разом з Карлом фон Таном), зокрема, за синтез метанолу з ціанової кислоти через метиламін, і знову в 1874 році за його роботу над систематичною структурою ряду жирних кислот.
У 1872 році він став членом-кореспондентом, а в 1876 році — дійсним членом Віденської академії наук.
У 1865 році він одружився з Крістіаною Флендріх з Карлсруе, з якою мав п'ятеро дітей.